# Ignaz Kaup
Ignaz Anton Kaup (* 11. Jänner 1870 in Marburg an der Drau, Herzogtum Steiermark; † 25. März 1944 in München) war österreichischer Sozialhygieniker, Konstitutionsforscher und Hochschullehrer.

## Leben
Kaup absolvierte nach dem Ende seiner Schullaufbahn das Studium der Medizin an den Universitäten Graz, Wien und München. Das Studium beendete er 1896 mit der Promotion zum Dr. med. Danach absolvierte er sein medizinisches Volontariat zunächst an der Universitätsklinik der Universität Graz unter Friedrich Kraus und anschließend unter Max von Gruber am Hygieneinstitut der Universität Wien.
Ab 1899 war er Sanitätsassistent bei der niederösterreichischen Statthalterei und anschließend Bezirksarzt in der damaligen Großgemeinde Floridsdorf bei Wien. Kaup war von 1903 bis 1907 beim k.k. Handelsministerium als Gewerbehygieniker beschäftigt.
Nachdem er sich 1904 in Wien habilitiert hatte, lehrte er zunächst als Privatdozent an der Technischen Hochschule Wien und ab 1908 an der Technischen Hochschule Berlin-Charlottenburg, wo er 1911 eine Professur erhielt. Kaup war zudem als Abteilungsleiter für Hygiene bei der Berliner Reichszentrale für Volkswohlfahrt tätig. Kaup gehörte dem Vorstand der Gesellschaft für Rassenhygiene in Berlin an. Ab 1912 war Kaup erster Inhaber einer außerordentlichen Professur für Sozialhygiene an der Universität München. 1913 übernahm er den stellvertretenden Vorsitz der Deutschen Gesellschaft zur Bekämpfung der Geschlechtskrankheiten.
Nach Ausbruch des Ersten Weltkrieges war er zunächst als Assistenzarzt der Evidenz der k.k. Landwehr in Graz eingesetzt und ab Oktober 1914 als Hygienereferent beim Armeeoberkommando der k.u.k. Armee in Teschen, Österreichisch-Schlesien, tätig. Im Mai 1915 wurde er zum Stabsarzt befördert.
Kaup nahm 1917 für kurze Zeit seine Lehrtätigkeit an der Universität München wieder auf. Ab November 1917 war er als Sektionschef Leiter der Gesundheitssektion des k.k. Ministeriums des Innern. Ab 10. August 1918 war er einer von vier Sektionschefs im neu geschaffenen k.k. Ministerium für Volksgesundheit unter Minister Johann Horbaczewski, dessen Nachfolger er in Deutschösterreich wurde: Von 30. Oktober 1918 bis 15. März 1919 leitete er, vom Staatsrat berufen, in der Staatsregierung Renner I als Staatssekretär (= Minister) das Staatsamt (= Ministerium) für Volksgesundheit.
Anschließend blieb er in der Staatsregierung Renner II bei Staatssekretär für soziale Verwaltung Ferdinand Hanusch tätig, da die Gesundheitsagenden in dieses Staatsamt eingegliedert wurden. Am 20. März 1919 wurde Kaup zum Sektionschef ernannt. Am 9. Mai 1919 wurde Julius Tandler zum Unterstaatssekretär für Volksgesundheit gewählt. Kaups Arbeit diente der Regierung des neuen Staates vor allem zur Neuorganisation der Gesundheitsverwaltung.
Danach nahm er bis zu seiner Emeritierung 1935 wieder seine Lehrtätigkeit an der Universität München auf. Kaup wurde 1925 in die Deutsche Akademie der Naturforscher Leopoldina gewählt. Nach der Machtübergabe an die Nationalsozialisten, 1933, übernahm er in München den Vorsitz des Kampfbundes der Deutschösterreicher im Reich, der der Vorbereitung des „Anschlusses“ Österreichs an das Deutsche Reich diente, der 1938 stattfand.
Mit Alfred Grotjahn, mit dem er 1912 das grundlegende zweibändige Werk „Handwörterbuch der Sozialen Hygiene“ herausgab, zählt Kaup zu den Mitbegründern der Sozialhygiene sowie der Sozialmedizin. Kaups Forschungsschwerpunkte waren Gewerbehygiene, Berufskrankheiten, Sozialfürsorge und „Rassenhygiene“. Nach dem Ersten Weltkrieg forschte er insbesondere zur Konstitutionslehre und entwickelte den Kaupschen Index.

## Schriften (Auswahl)
- Deutsche Sektion: Gesellschaft f. soziale Reform ; Bleivergiftungen in der keramischen Industrie ; Bericht an d. Internat. Vereinigg f. gesetzl. Arbeiterschutz. Vaterländische Verlags- u. Kunstanstalt, Berlin ca. 1908.
- Die Ernährungsverhältnisse der Volksschulkinder: Tatsachen u. Vorschläge. C. Heymann, Berlin 1910.
- Sozialhygienische Vorschläge zur Ertüchtigung unserer Jugendlichen. C. Heymann, Berlin 1911. Aus: Zeitschrift d. Zentralstelle f. Volkswohlfahrt. "Concordia". 1910, Nr. 7–9.
- Frauenarbeit und Rassenhygiene. (13. Deutscher Handlungsgehilfentag; 1913) (Sozialstatist. u. nationalbiolog. Beiträge z. Frauenarbeit); Vortrag geh. in Frankfurt am Main, Deutschnat. Handlungsgehilfen-Verb., Hamburg 1913, In: Schriften des Deutschnationalen Handlungsgehilfen-Verbandes. Bd. 66.
- Jugendlichenpflege. Schoetz, Berlin 1914. In: Veröffentlichungen aus dem Gebiete der Medizinalverwaltung. Bd. 4, H. 4.
- Kritik der Methodik der Wassermannschen Reaktion u. neue Vorschläge f. d. quantitative Messung d. Komplementbindung. Oldenbourg, München/Berlin 1917.
- Volkshygiene oder selektive Rassenhygiene. S. Hirzel, Leipzig 1922.
- Konstitution und Umwelt im Lehrlingsalter. (Konstitutions-Dienstpflicht), J. F. Lehmanns Verlag, München 1922.
- Biologisch-hygienische Bedeutung der Leibesübungen. Weidmannsche Buchhandlung, Berlin 1922.
- Süddeutsches Germanentum und Leibeszucht der Jugend, Gesundheitswacht. München 1925.
- Flugschriftenreihe des Reichsbundes der Kinderreichen Deutschlands zum Schutze der Familie e. V. / Nr. 5. Krise im Kampf gegen den Geburtenrückgang. etwa 1928.
- Körperverfassung und Leistungskraft Jugendlicher. R. Oldenbourg, München 1930.
- Arbeit und Erholung als Atmungsfunktion des Blutes. Rudolph'sche Verlagsanst., Kassel etwa 1931.
- Gestaltlehre des Lebens und der Rasse. J. A. Barth, Leipzig 1935.
- Deutschland und Österreich als Wesenseinheit im mitteleuropäischen Raum, Verl. d. Hilfsbundes d. Deutsch-Österreicher. München 1935.